# Bachdjarah (métro d'Alger)
Bachdjarah est une station de la ligne 1 du métro d'Alger, mise en service le 4 juillet 2015.

## Caractéristiques
La station Bachdjarah se situe sous le boulevard qui sépare les communes de Bachdjerrah et Bourouba. Au nord, se trouve la cité Bachdjarah 1 et au sud, la cité El Istiqlal.
Les quatre sorties sont situées de part et d'autre du grand boulevard qui sépare les communes de Bachdjerrah et Bourouba.

## Historique
La station fait partie de l'extension B  de la ligne 1 du métro d'Alger, mise en service le 4 juillet 2015.

## Services aux voyageurs

### Accès et accueil
- Sortie n° 1 :
- Sortie n° 2 :
- Sortie n° 3 :
- Sortie n° 4 :
- Ascenseur :

### Intermodalité
- ETUSA : lignes 28 et 66.

## À proximité
- Polyclinique de Bachdjarah
- Centre commercial Hamza
- École primaire Si El Haoues
- Mosquée Omar Khaled Ibn Walid

## Galerie de photographies

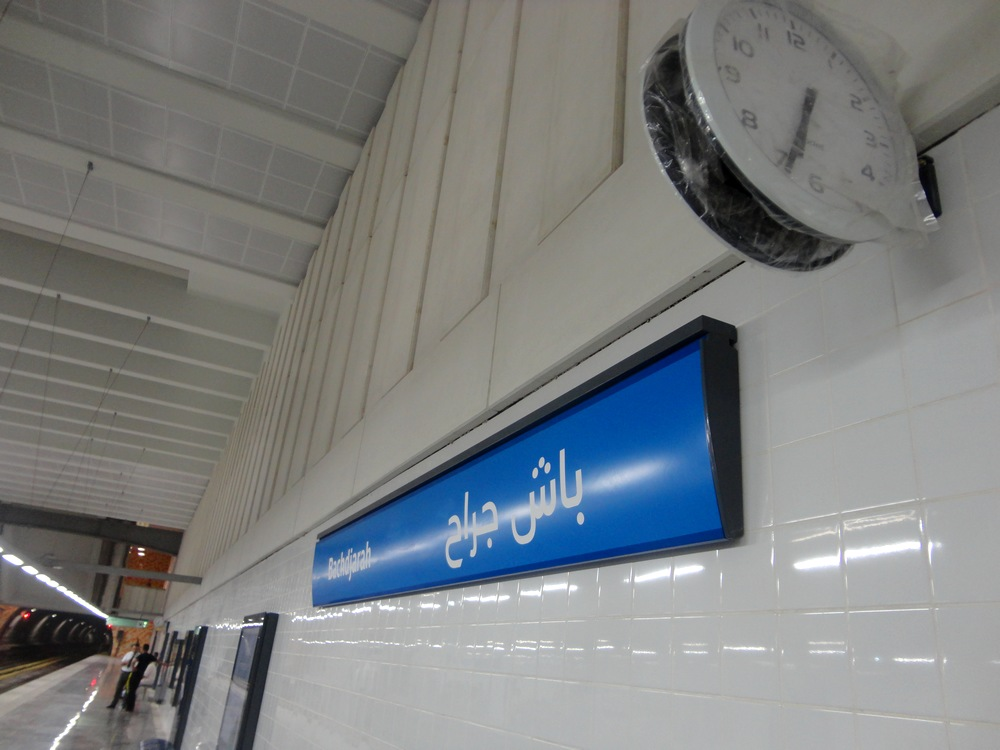
Nom de la station.
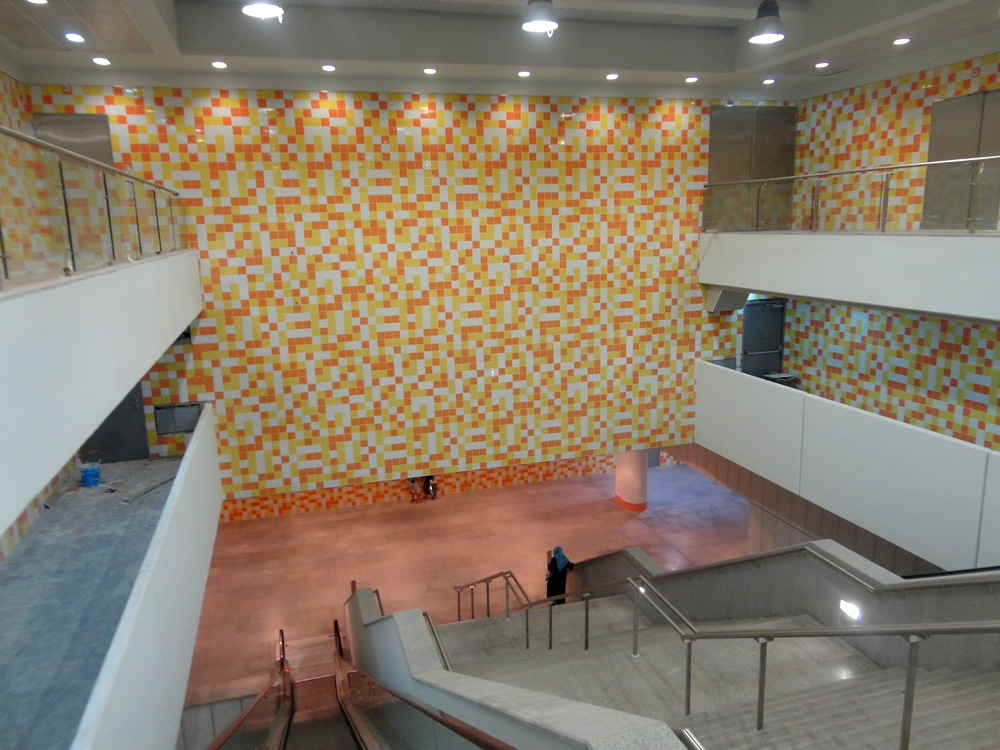
Descente vers le hall billetterie.
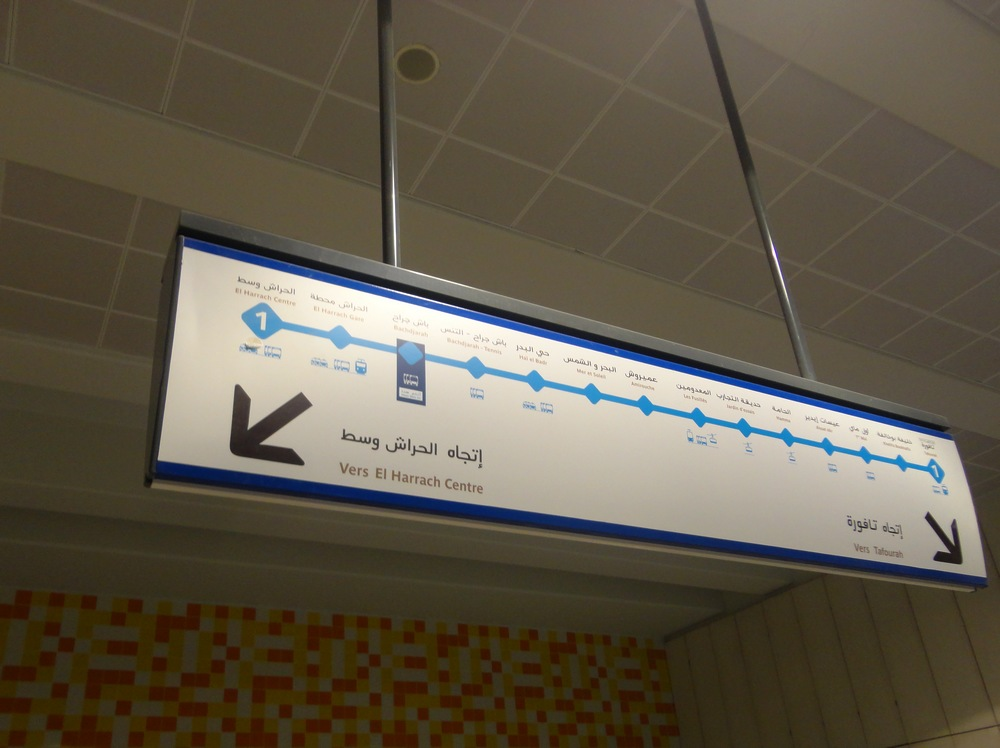
Indication de la direction du quai.
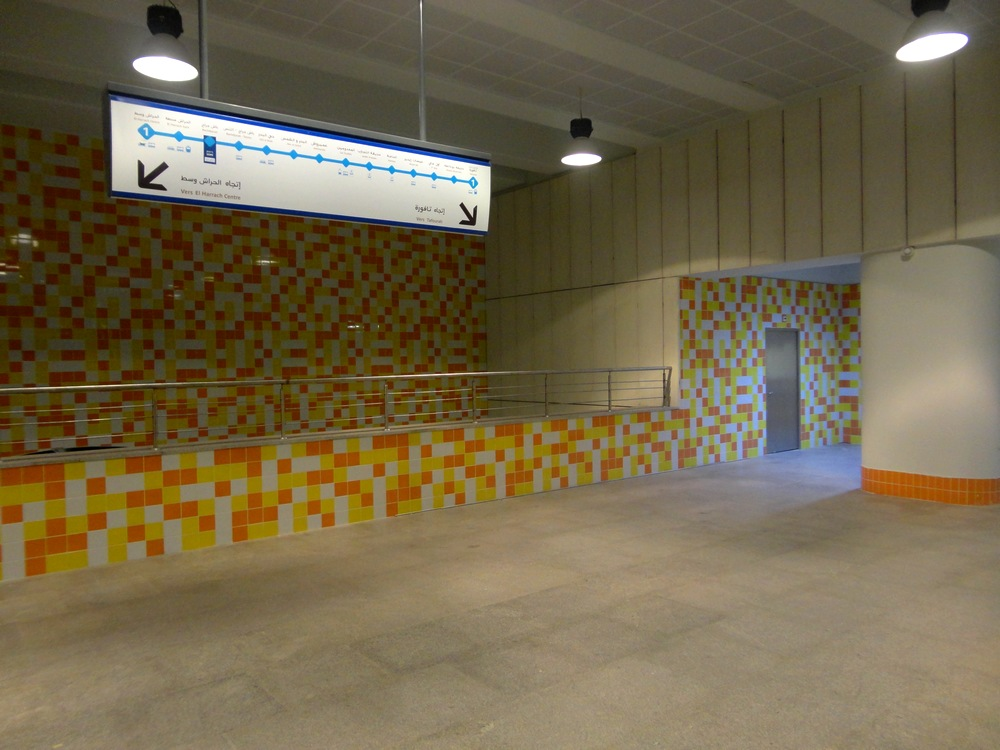
direction du quai depuis le hall billetterie.
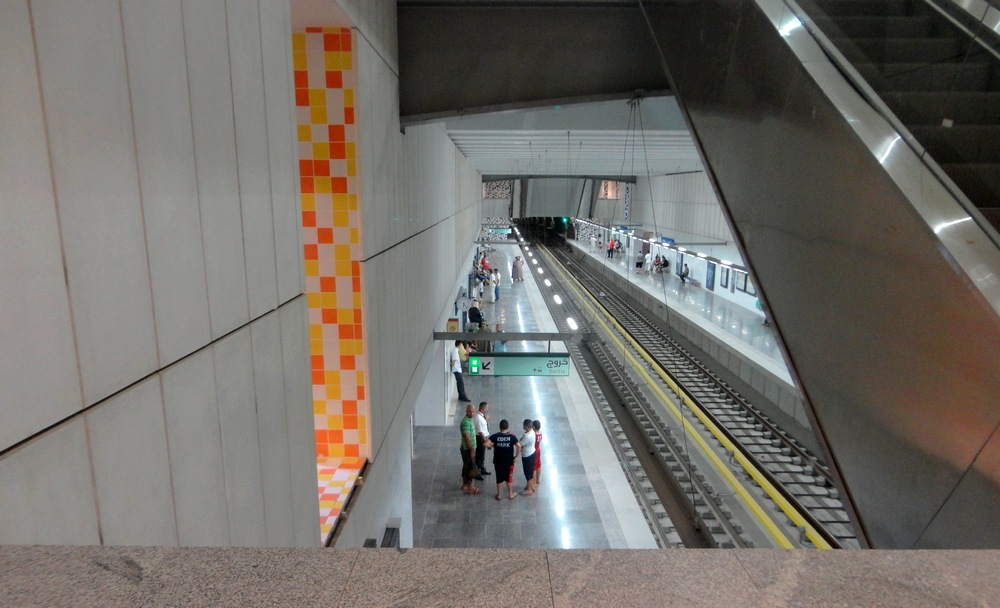
Vu du quai depuis la mezzanine.
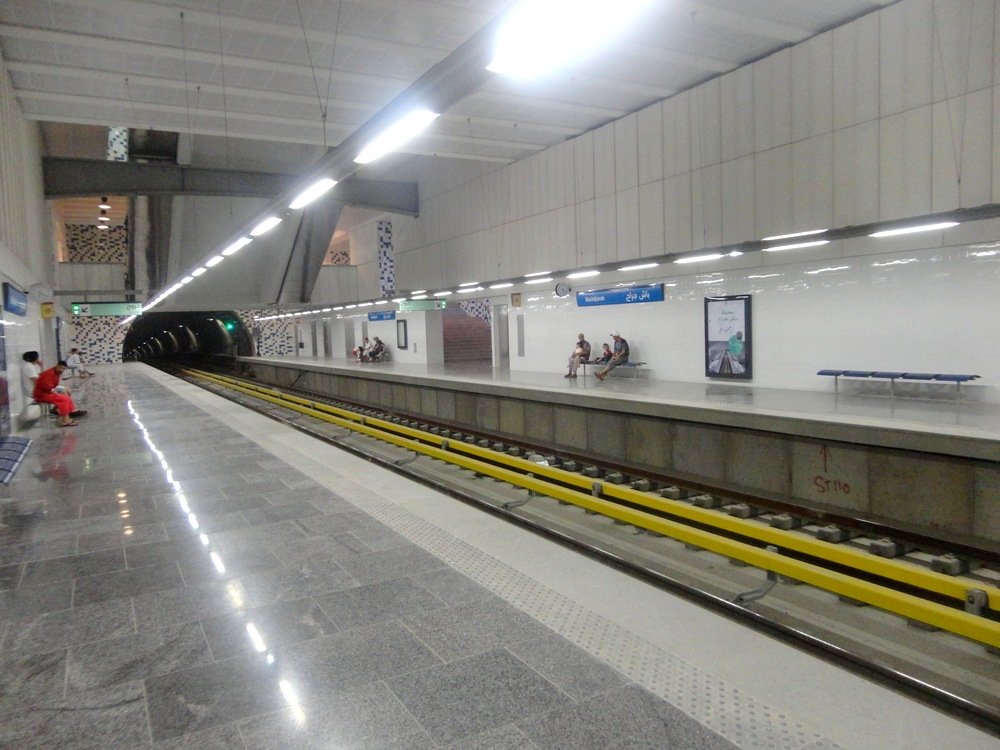
Quai de la station Bachdjarah.
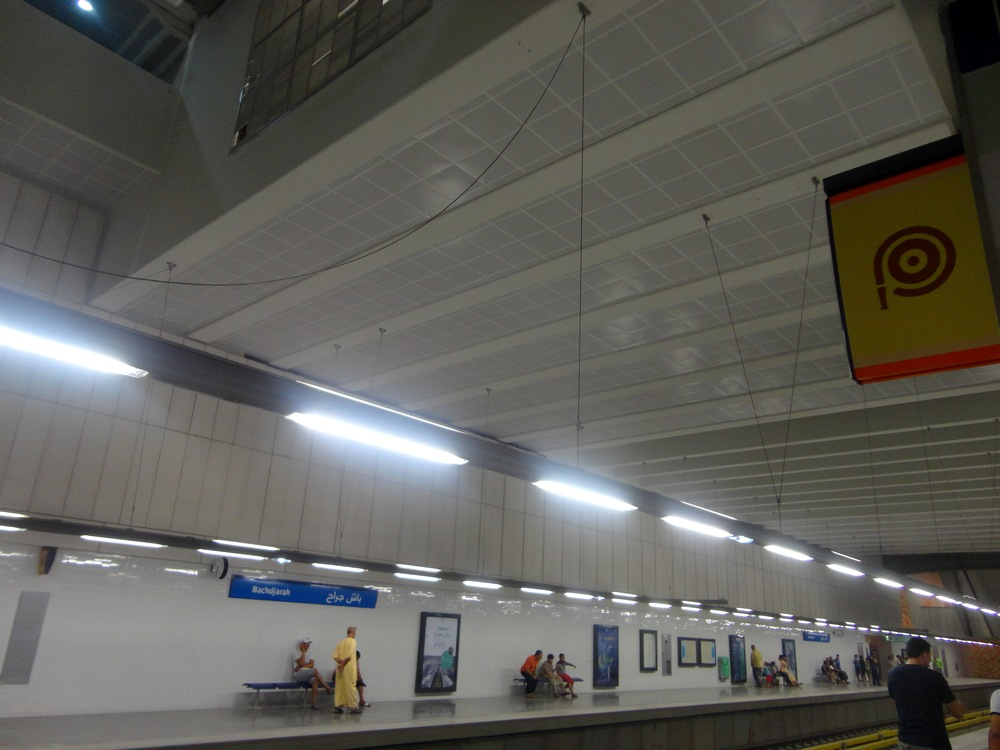
Quai de la station Bachdjarah